# Henutsen
Henutsen ("naša gospodarica") bila je kraljica staroga Egipta. Živela je tokom 4. dinastije. Pokopana je u malenoj piramidi u Gizi. 

## Obitelj
Henutsen je bila ćerka faraona Snefrua i njegove treće žene te polusestra i žena faraona Keopsa. Sa njim je imala tri sina - Minkafa, Kefrena i Kufukafa. Kefren je postao faraon. 
Henutsenin je naslov bio "kraljeva ćerka".

## Prikaz
U Kufukafovoj grobnici u Gizi Henutsen je prikazana sa perikom i posebnom haljinom, dok vodi svoga sina. 